# Kazumi Kurigami
Kazumi Kurigami (操上 和美, Kurigami Kazumi, né en 1936) est un photographe japonais, lauréat du prix spécial de l'édition 1990 du prix Higashikawa